# Hermonassa juncta
Hermonassa juncta är en fjärilsart som beskrevs av Chen 1993. Hermonassa juncta ingår i släktet Hermonassa och familjen nattflyn. Inga underarter finns listade i Catalogue of Life.